# Mauritia flexuosa
Il  burití (Mauritia flexuosa L.f., 1782), anche detta moriche, canangucha, mirití o aguaje, è una pianta della famiglia delle Arecacee, diffusa in America centrale e Sud America.

## Descrizione

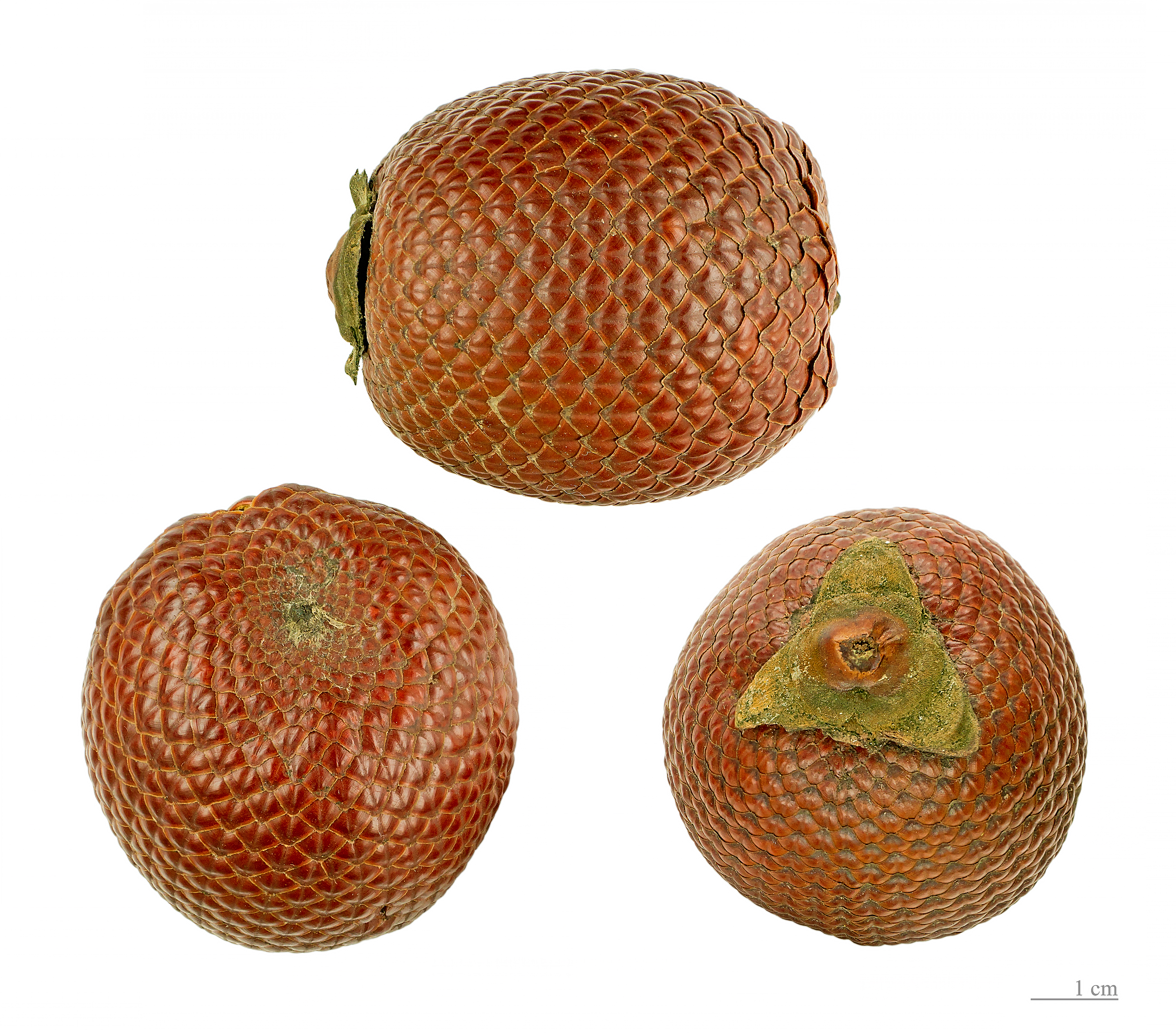
Frutti di M. flexuosa

È una palma con tronco di altezza variabile tra i 20 e i 35 m e un diametro di 3-4 dm, di colore caffè chiaro.
La corona è formata da 11-14 foglie di 2,5 m di lunghezza, nelle cui ampie ascelle si formano raccolte di acqua piovana (fitotelmi).
L'infiorescenza è costituita da un peduncolo di 1 m e rachide di 1,5 m di lunghezza. I grappoli hanno più di mille frutti, ognuno di 5–7 cm di lunghezza e 4,5–5 cm. di diametro, di colore rosso scuro o violetto, con mesocarpo carnoso arancione o giallo e seme color marrone.

## Biologia
Questa palma occupa un posto importante nelle catena alimentare dei boschi tropicali in quanto rappresenta un alimento importante per diverse specie di mammiferi come il paca (Cuniculus paca), il pecari dal collare (Pecari tajacu), il pecari labiato (Tayassu pecari), il tapiro sudamericano (Tapirus terrestris) e di numerose specie di uccelli tra cui l'ara gialloblu (Ara ararauna) e l'ara panciarossa (Orthopsittaca manilata). Le larve del punteruolo nero delle palme (Rhynchophorus palmarum) compiono il loro ciclo vitale all'interno dei fusti di M. flexuosa
I fitotelmi che si formano nelle ascelle foliari ospitano una ampia comunità di invertebrati.

## Distribuzione e habitat
È ampiamente distribuita in Sud America (Bolivia, Brasile, Perù, Ecuador, Colombia, Guyana, Guyana francese, Venezuela, Suriname, Trinidad e Tobago).